# Plaque d'immatriculation autrichienne
 (août 2024).
Si vous disposez d'ouvrages ou d'articles de référence ou si vous connaissez des sites web de qualité traitant du thème abordé ici, merci de compléter l'article en donnant les références utiles à sa vérifiabilité et en les liant à la section « Notes et références ».

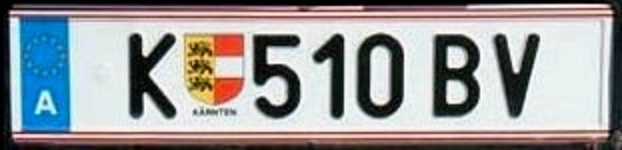
Exemple de plaque d'immatriculation autrichienne.

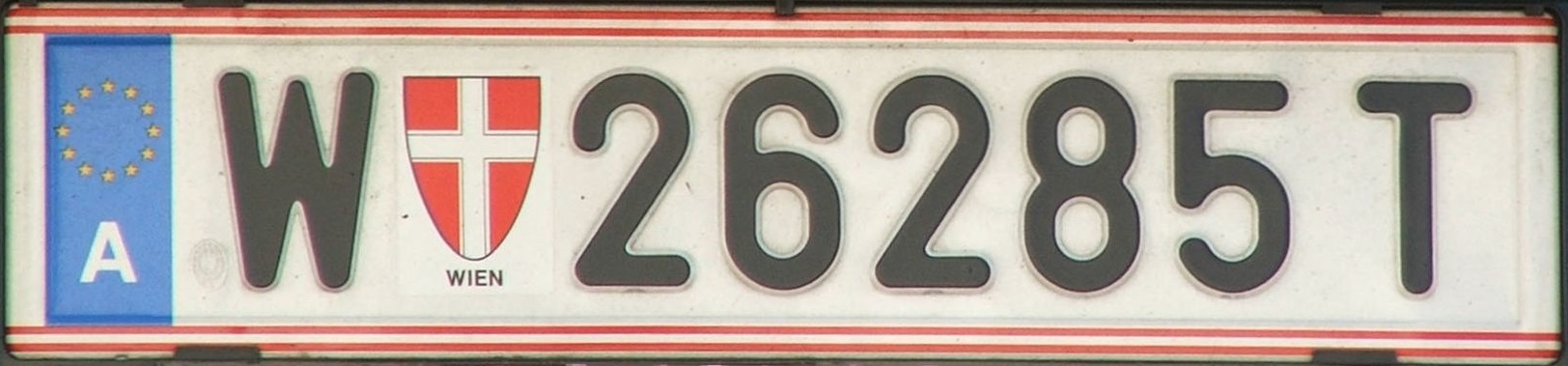
Autre exemple de plaque d'immatriculation autrichienne. Le « W » signifie Vienne (Wien en allemand).

Les plaques d'immatriculation autrichiennes sont les plaques d'immatriculation utilisées sur les voitures autrichiennes. Elles sont composées d'une ou deux lettres indiquant la ville du propriétaire de la voiture (par exemple, la lettre W signifie Vienne, en allemand Wien). Vient ensuite un blason de la région, puis (pour les plaques postérieures à l'an 2000), trois chiffres et deux lettres.
Les premières plaques d'immatriculation autrichiennes datent du 7 janvier 1906.

## Apparence
Les plaques d'immatriculation sont en métal. Sur la gauche se trouve une barre bleue comme dans d'autres pays de l'Union européenne, le texte est en noir sur fond blanc, pour les véhicules tout électriques le texte est en vert sur fond blanc . Deux plaques doivent être présentes sur chaque voiture : une à l'avant et une à l'arrière. Bien qu'en allemand le mot "Autriche'' se traduit par "Österreich", les plaques autrichiennes comportent la lettre A, qui signifie en anglais ''Austria'', au lieu de la lettre O, interdite sur les plaques d'immatriculations, afin d'éviter toute confusion avec le chiffre 0, selon la réglementation de l'Union européenne. 

## Système de numérotation
Le format de texte sur les plaques est « xx région nombres lettres » ou « xx région lettres nombre », où :
- « xx » sont une ou deux lettres indiquant le quartier de la résidence principale du titulaire de la voiture. Les capitales des régions ont une lettre, tous les autres districts ont deux lettres.
- « région » est un insigne représentant l'État et le district. Les voitures diplomatiques ont un tiret (-)
- Numéro/lettres - croissant

Il existe plusieurs plans de numérotation :
Jusqu'en l'an 2000, les plaques étaient délivrées par les administrations de district et une variété de plans de numérotation ont été utilisées, comme un chiffre et trois lettres (par exemple  FK  1 ABC pour une voiture de district de Feldkirch, Vorarlberg), deux chiffres et deux lettres (par exemple 
 WL  12 AB pour une voiture formulaire district Wels en Haute-Autriche), etc.
Depuis 2000, les plaques sont émises par les compagnies d'assurance automobiles et normalement montrent trois chiffres et deux lettres (par exemple 123 AB xx) dans chaque comté.
Les voitures à Vienne placent jusqu'à 5 chiffres + 1 lettre (par exemple  W  12345 A) ou 4 chiffres + 2 lettres (par exemple  W  1234 AB).
En outre, les lettres sont standardisées pour certains types de voitures :
- BE — Bestattung (services funéraires)
- GT — Gütertransport (camions)
- LO — Linienomnibus (bus)
- RD — Rettungsdienst (ambulances)
- TX — Taxi

L'armée, les diplomates, la police, etc ont seulement un nombre (à partir de 1, croissant).

## Plaques personnalisées

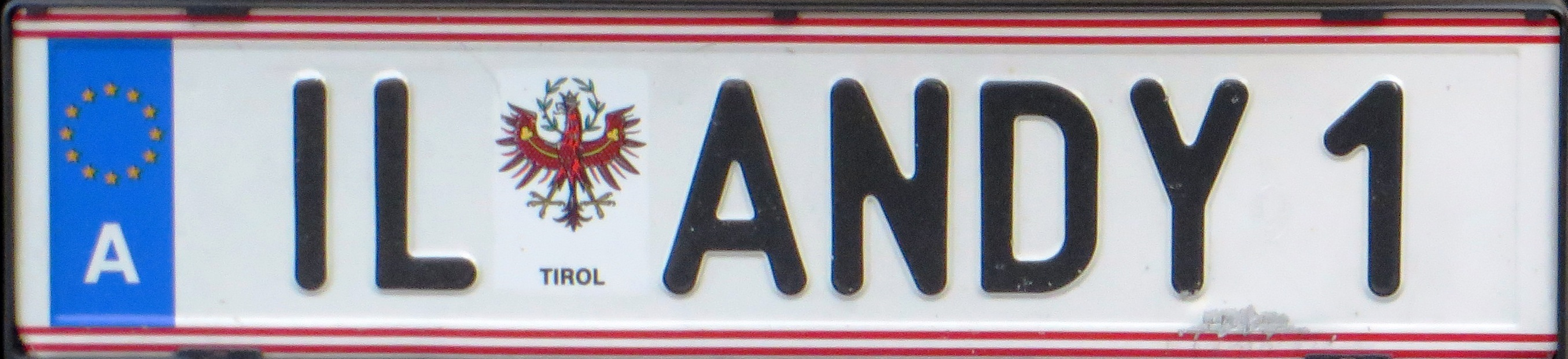
Plaques personnalisées.

Pour une taxe de 245 (=227+18) euros, il est possible de personnaliser les plaques d'immatriculation, leur format se présente ainsi : « xx région personnalisée_lettres personnalisées_numéro ». Ces plaques peuvent être facilement distinguées des plaques classiques car les lettres sont suivies par le nombre (par exemple :   G  TOMMY 1).

## Préfixes des lieux (liste complète)

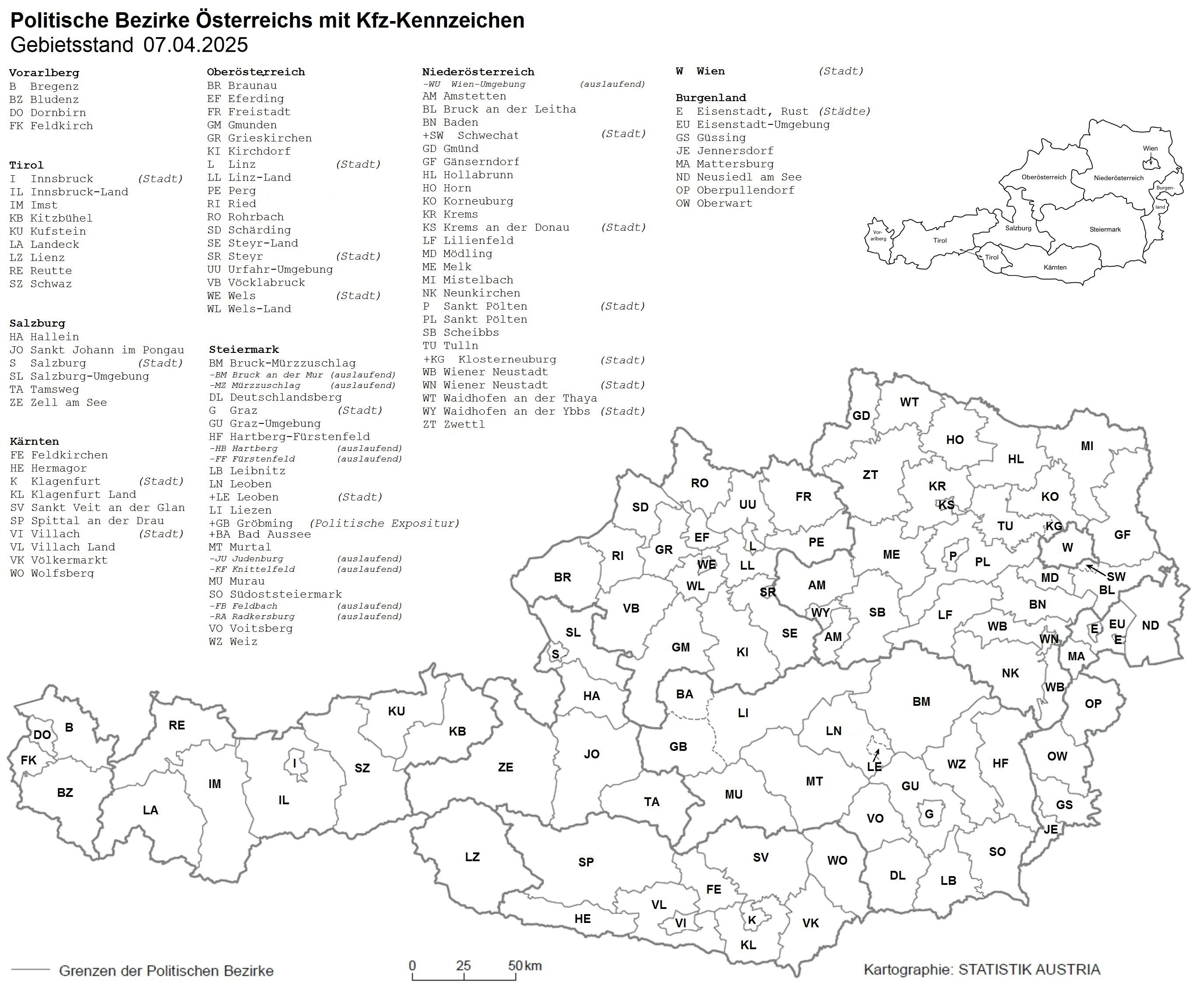
Carte des zones minéralogiques (cliquer pour agrandir).

### Capitales régionales
- B — Bregenz
- E — Eisenstadt; Rust (Cité)
- G — Graz
- I — Innsbruck
- K — Klagenfurt am Wörthersee
- L — Linz
- P — St. Pölten
- S — Salzburg
- W — Vienne (Wien)

### Autres villes et districts
- A
  - AM — Amstetten
- B
  - BA — Bad Aussee (—2012) → LI
  - BL — Bruck an der Leitha
  - BM — Bruck an der Mur (—2012) →

→ Bruck-Mürzzuschlag
- - BN — Baden
  - BR — Braunau
  - BZ — Bludenz
- D
  - DL — Deutschlandsberg
  - DO — Dornbirn
- E
  - EF — Eferding
  - EU — Eisenstadt-Umgebung
- F
  - FB — Feldbach (—2012) → SO
  - FE — Feldkirchen in Kärnten
  - FF — Fürstenfeld (—2012) → HF
  - FK — Feldkirch
  - FR — Freistadt
- G
  - GB — Gröbming
  - GD — Gmünd
  - GF — Gänserndorf
  - GM — Gmunden
  - GR — Grieskirchen
  - GS — Güssing
  - GU — Graz-Umgebung
- H
  - HB — Hartberg (—2012) → HF
  - HF — Hartberg-Fürstenfeld (depuis juillet 2013)
  - HL — Hollabrunn
  - HO — Horn
- I
  - IL — Innsbruck-Land
  - IM — Imst
- J
  - JE — Jennersdorf
  - JO — St. Johann im Pongau
  - JU — Judenburg (—2011) → MT
- K
  - KB — Kitzbühel
  - KI — Kirchdorf
  - KF — Knittelfeld (—2011) → MT
  - KG — Klosterneuburg (Cité)
  - KL — Klagenfurt-Land
  - KO — Korneuburg
  - KR — Krems (District)
  - KS — Krems an der Donau (Cité)
  - KU — Kufstein
- L
  - LA — Landeck
  - LB — Leibnitz
  - LE — Leoben (Cité)
  - LF — Lilienfeld
  - LI — Liezen
  - LL — Linz-Land
  - LN — Leoben
  - LZ — Lienz
- M
  - MA — Mattersburg
  - MD — Mödling
  - ME — Melk
  - MI — Mistelbach
  - MT — Murtal (depuis juillet 2012)
  - MU — Murau
  - MZ — Mürzzuschlag (—2012) → BM
- N
  - ND — Neusiedl am See
  - NK — Neunkirchen
- O
  - OP — Oberpullendorf
  - OW — Oberwart
- P
  - PE — Perg
  - PL — St. Pölten (District)
- R
  - RA — Bad Radkersburg (—2012) → SO
  - RE — Reutte
  - RI — Ried im Innkreis
  - RO — Rohrbach
- S
  - SD — Schärding
  - SE — Steyr-Land
  - SL — Salzbourg-Umgebung
  - SO — Südoststeiermark (sont 2013)
  - SP — Spittal an der Drau
  - SR — Steyr (Cité)
  - SV — St. Veit an der Glan
  - SW — Schwechat (Cité)
  - SZ — Schwaz
- T
  - TA — Tamsweg
  - TU — Tulln
- U
  - UU — Urfahr-Umgebung
- V
  - VB — Vöcklabruck
  - VI — Villach (Cité)
  - VK — Völkermarkt
  - VL — Villach-Land
  - VO — Voitsberg
- W
  - WB — Wiener Neustadt (District)
  - WE — Wels (Cité)
  - WL — Wels-Land
  - WN — Wiener Neustadt (Cité)
  - WO — Wolfsberg
  - WT — Waidhofen an der Thaya
  - WU — Wien-Umgebung (—2016) → BL, KO, PL, TU
  - WY — Waidhofen an der Ybbs (Cité)
  - WZ — Weiz
- Z
  - ZE — Zell am See
  - ZT — Zwettl

### Autres

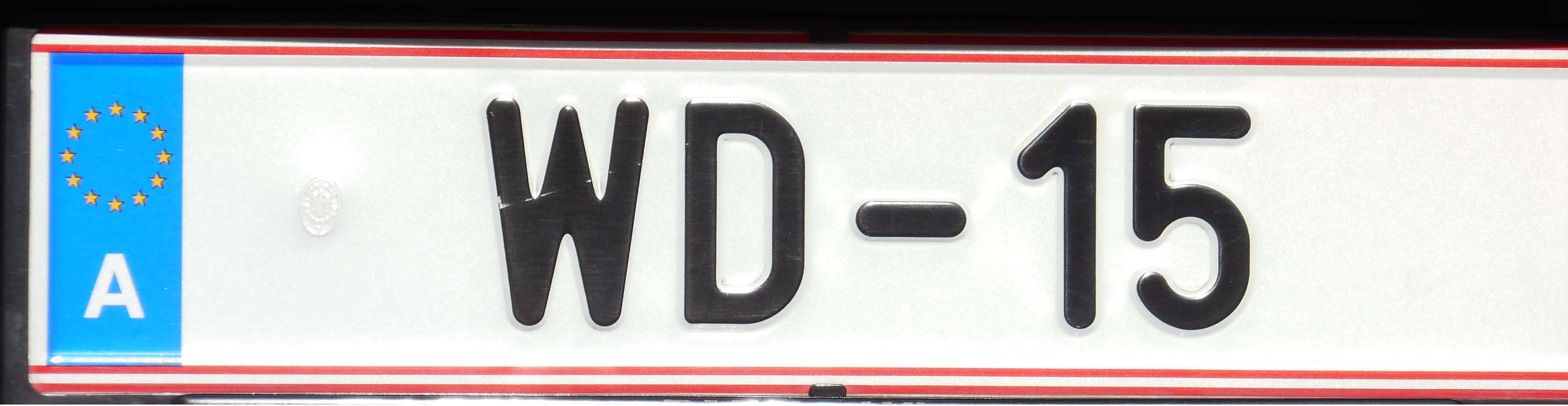
Plaques du corps diplomatique à Vienne.

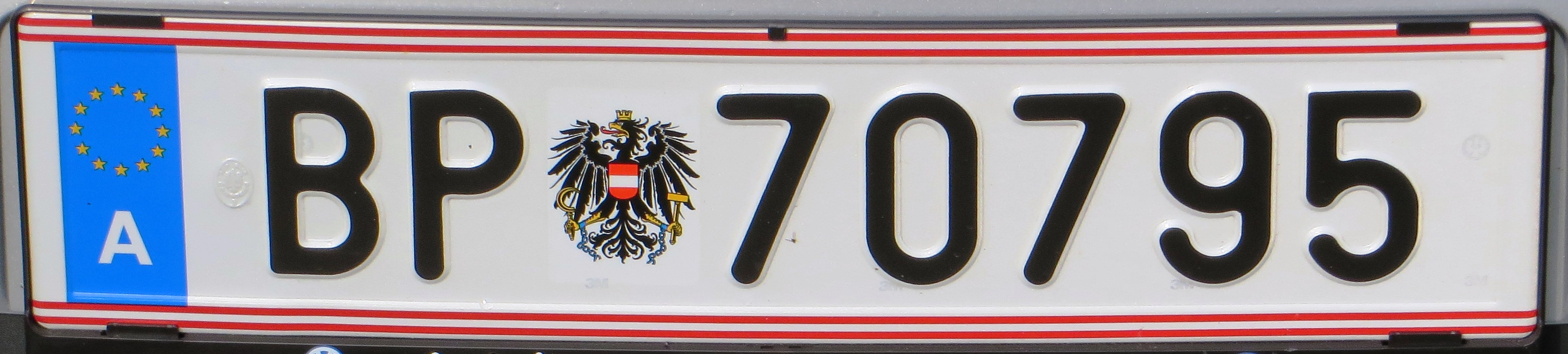
Plaque de police.

- WD — Corps diplomatiques à Vienne (Wien)
- GK — Consuls officiels en Styrie
- BB — Bundesbahn (Chemins de fer fédéraux)
- BD — Kraftfahrlinien Bundesbus (transports publics)
- BG — Gendarmerie (police locale) - obsolète depuis 2005 quand la police et la gendarmerie ont fusionné, mais encore valide sur les voitures de gendarmerie immatriculées avant 2005.
- BP — Bundespolizei (Police fédérale)- depuis 2005, seul préfixe sur les voitures de police nouvellement immatriculées.
- BH — Bundesheer (Armée fédérale)
- PT — Post & Telekom Austria
- JW — Justizwache
- ZW — Zollwache (—2004) → FV
- FV — Finanzverwaltung (Administration financière)